# Habronattus viridipes
Habronattus viridipes är en spindelart som först beskrevs av Nicholas Marcellus Hentz 1846.  Habronattus viridipes ingår i släktet Habronattus och familjen hoppspindlar. Inga underarter finns listade i Catalogue of Life.